# Военно-морской колледж имени короля Фахда
Военно-морской колледж имени короля Фахда (араб. كلية الملك فهد البحرية‎) — созданная решением Совета министров Саудовской Аравии 22 марта 1983 года военно-морская академия, располагающаяся в Эль-Джубайле и готовящая офицеров для ВМС Саудовской Аравии. По окончании подготовительных работ, анонсированного со стороны министра обороны и генерального инспектора Саудовской Аравии, был начат учебный процесс. В колледже помимо саудовских моряков обучаются также кадры для ВМС дружественных исламских и арабских стран из ССАГПЗ. Срок обучения — 3 года. Изучаются как общеобразовательные и военные дисциплины, в том числе и судостроение. Академический год поделён на 3 семестра по 15 недель.